# Нелинейная сигма-модель
Нелинейная сигма-модель (англ. nonlinear sigma model) — скалярная теория поля, в которой многокомпактное скалярное поле есть отображение пространства-времени на риманово многообразие. Впервые понятие сигма-модели введено в 1960 году. Нелинейная сигма-модель была введена в 1969 году.

## Определение
Обычно нелинейная сигма-модель с метрикой {\displaystyle g_{ab}(\phi )} задается следующим действием
{\displaystyle S[\phi ]={\frac {1}{2}}\int _{\Sigma }g_{ab}(\phi )\partial ^{\mu }\phi ^{a}\partial _{\mu }\phi ^{b}~d^{D}x,}
где {\displaystyle \phi ^{a}(x^{\mu })} — компоненты поля {\displaystyle \phi }, {\displaystyle \partial ^{\mu }=\mu ^{\mu \nu }\partial _{\nu }}, {\displaystyle \partial _{\nu }=\partial /\partial x^{\nu }}, {\displaystyle \mu ^{\mu \nu }} — метрика Минковского. Интегрирование осуществляется по {\displaystyle D}-мерному пространству {\displaystyle \Sigma }, {\displaystyle x^{\mu }}, {\displaystyle \mu =1,2,...,D} — координаты этого пространства. Матрица {\displaystyle } как правило положительно определённая и зависит от компонент поля.